# ASC Duisburgo
El Amateur Schwimm Club Duisburg es un club acuático alemán  en la ciudad de Duisburgo. Se encuentra entre los más fuertes de Alemania y tiene departamento de natación. 
Las especialidades que se practican en el club principalmente son la natación y el waterpolo.

## Historia
Fue fundado en 1909. Actualmente el club cuenta con aproximadamente 3.700 miembros, lo que lo convierte en uno de los clubes de natación más grandes de Alemania. Las instalaciones del club en Duisburg Sports Park tienen aproximadamente dos acres. Además, el club cuenta con una piscina climatizada de 50 metros. Los miembros también pueden aprovechar el Barbarasee para nadar.
Duisburg fue el primer club de waterpolo de Alemania Occidental que alcanzó las semifinales de la Copa de Campeones de Europa (Temporada 1963-64).

## Palmarés
- 6 veces campeón de la liga de Alemania de waterpolo masculino[2]
- 2 veces campeón de la copa de Alemania de waterpolo masculino